# Vicki Barr

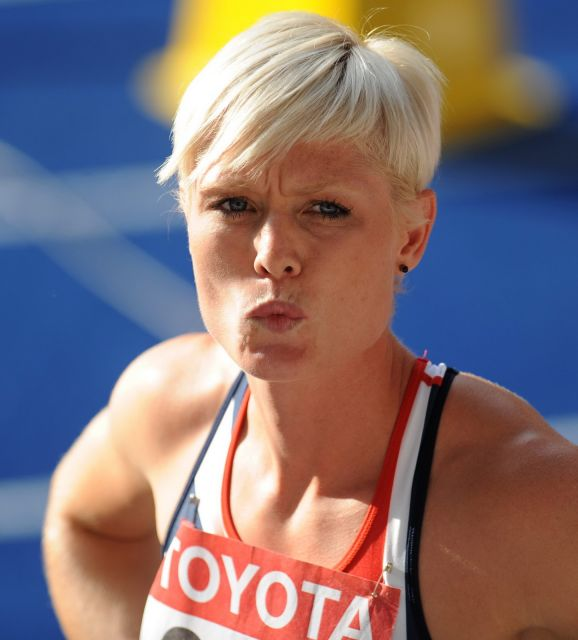
Vicki Barr (2009)

Vicki Barr (eigentlich Victoria Barr; * 14. April 1982 in Gateshead) ist eine britische Sprinterin, die sich auf den 400-Meter-Lauf spezialisiert hat.
Sie gehörte zur Mannschaft des Vereinigten Königreichs bei den Olympischen Spielen 2008 in Peking, kam allerdings als Läuferin der 4-mal-400-Meter-Staffel nicht zum Einsatz.
Bei den Halleneuropameisterschaften 2009 in Turin gewann sie mit der britischen Stafette in der Besetzung Donna Fraser, Kim Wall, Barr und Marilyn Okoro die Silbermedaille hinter der russischen Mannschaft. Bei den Commonwealth Games 2010 in Neu-Delhi kam sie ins Halbfinale des Einzelwettbewerbs und gewann mit der englischen Stafette die Silbermedaille in der 4-mal-400-Meter-Staffel.

## Persönliche Bestzeiten
- 200 m: 23,79 s, 18. April 2009, Walnut
- 400 m: 52,40 s, 4. Juli 2010, La Chaux-de-Fonds
  - Halle: 52,94 s, 7. Februar 2009, Tampere